# نفق الشندغة
نفق الشندغة هو أحد أنفاق إمارة دبي في الإمارات العربية المتحدة. افتتح في 19 ديسمبر 1975 في عهد الشيخ راشد بن سعيد آل مكتوم، وهو أقدم نفق في دبي وأكثرها ازدحامًا حيث تعبر 55,000 مركبة عبر النفق في الاتجاهين يوميًا. يمر تحت خور دبي ليربط أحياء الراس وديرة والشندغة حيث يعتبر الطريق الوحيد تحت الماء الذي يعبر خور دبي. يحتوي النفق على إجمالي أربعة مسارات (اثنان في كل اتجاه) وارتفاعه 5 أمتار، وأقصى حد للسرعة فيه 60 كم/الساعة.
ارتفعت السعة الإجمالية للنفق إلى 15000 مركبة في الساعة في عام 2022.

## روابط خارجية
قصة نفق الشندغة